# Metoxylamia variegatrix
Metoxylamia variegatrix là một loài bọ cánh cứng trong họ Cerambycidae.